# Greater London Council

Blason du Greater London Council.

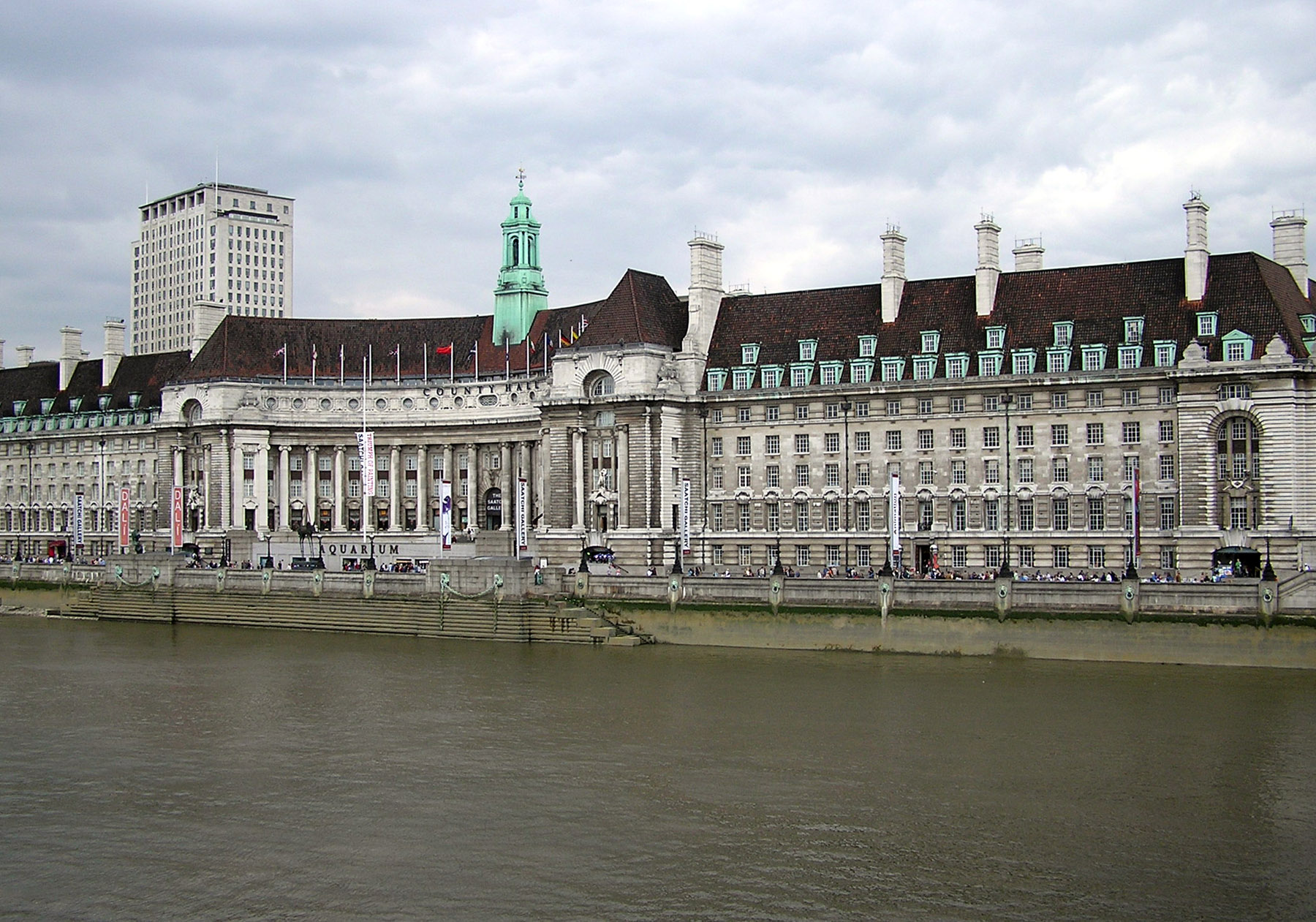
County Hall sur les quais de la Tamise.

Le Conseil du Grand Londres (en anglais : Greater London Council, GLC) est l'organe administratif principal du gouvernement local pour le Grand Londres de 1965 à 1986. Il remplace le London County Council (LCC) qui couvrait un territoire nettement plus petit, dit Inner London.

## Histoire
À partir de 1934, le Parti travailliste contrôle le LCC, tandis que dans les années 1950, le gouvernement conservateur considère que les élections deviennent à sens unique, puisque le LCC couvrait seulement l'Inner London, qui votait généralement travailliste. Le gouvernement cherchait donc à créer un nouveau corps couvrant tout Londres.
Dans ce but, une commission royale est installée sous la direction de Sir Edwin Herbert en 1957 et donne son rapport en 1960. Elle recommande la création de 52 nouveaux districts londoniens comme base pour le gouvernement local. De plus, elle propose également que le LCC soit remplacé par une autorité stratégique plus faible, avec pour responsabilité les transports en commun, le réseau routier, la réhabilitation et le développement de l'habitat.
Les recommandations sont pour la plupart acceptées, mais le nombre de nouveaux districts est réduit à 32. Le Grand Londres couvre le comté de Londres, une majorité du Middlesex, plus des parties de l'Essex, du Kent, du Surrey, une petite portion de l'Hertfordshire et les villes de Croydon, d'East Ham et de West Ham qui n'étaient pas alors sous le contrôle d'un comté.
Quelques secteurs sur la frontière du Grand Londres, craignant l'augmentation de l'imposition locale, combattent avec succès pour en être exclus, notamment les zones urbaines de Sunbury-on-Thames, de Staines et de Potters Bar dans le Middlesex. En outre, les secteurs d'Epsom and Ewell, Caterham et Warlingham, Esher, et Weybridge qui ne sont pas inclus dans le Grand Londres par le rapport le seront par la suite.
Le Conseil du Grand Londres entre en fonction le 1er avril 1965.

## Pouvoirs

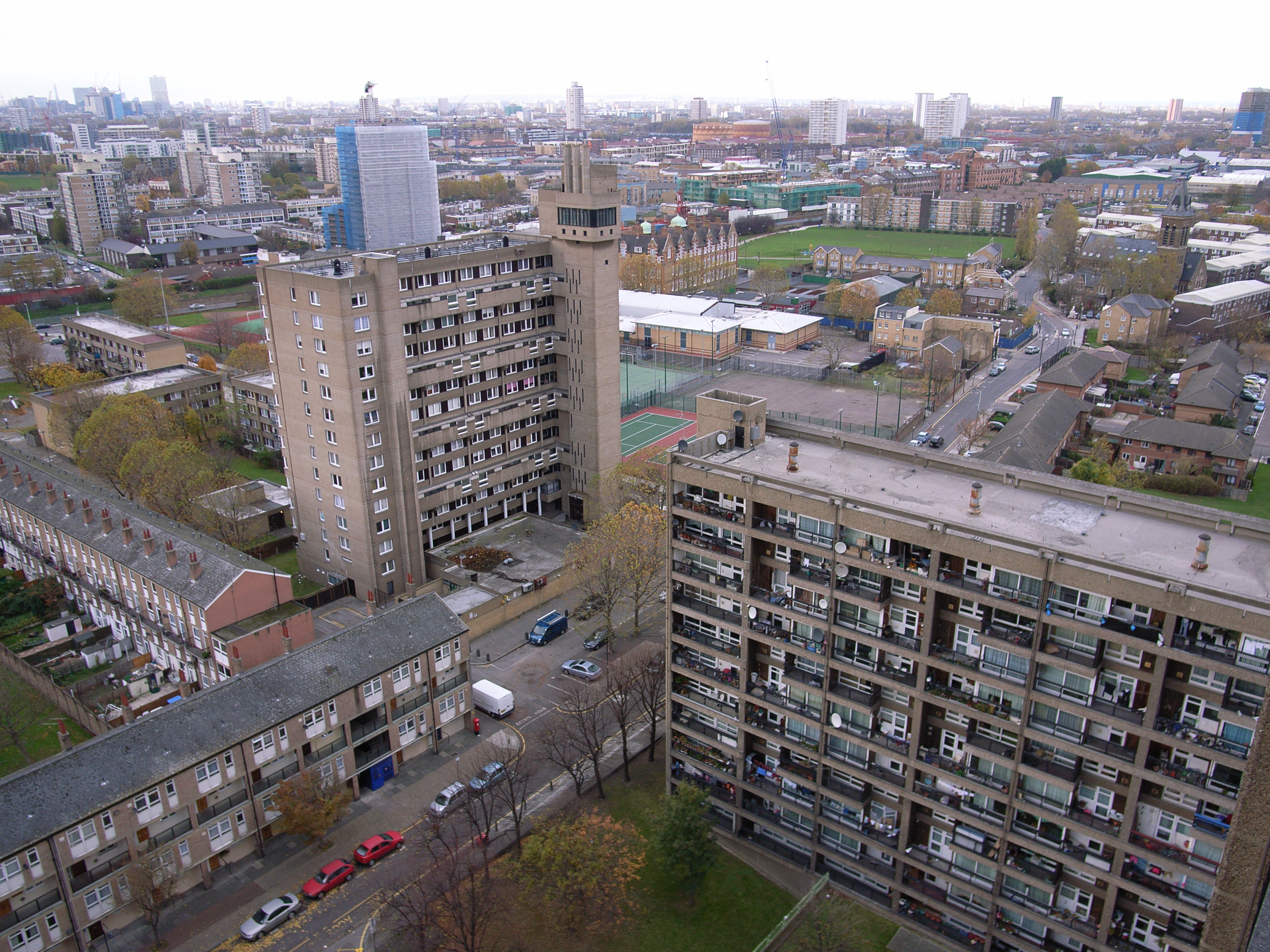
La Glenkerry House vue depuis Balfron Tower, deux immeubles d'habitation conçus à la demande du Greater London Council.

Le GLC est responsable de la gestion stratégique des services, tels que le service d'incendie, la planification d'urgence, l'élimination de gaspillage et la prévention des inondations. Le GLC partage la responsabilité avec les arrondissements de Londres pour la conception de routes, de logements, l'urbanisme et les services de loisirs. Il a un rôle très limité dans la fourniture de services directs avec la plupart des fonctions de la responsabilité des logements de Londres. Le GLC ne prend le contrôle des transports publics pour le London Transport Board qu'en 1970 et perd celui des Transports régionaux londoniens en 1984.

## Liste des chefs du Conseil
| Période     | Nom                  | Parti        |
| ----------- | -------------------- | ------------ |
| 1965 - 1967 | Bill Fiske           | Travailliste |
| 1967 - 1973 | Desmond Plummer      | Conservateur |
| 1973 - 1977 | Sir Reginald Goodwin | Travailliste |
| 1977 - 1981 | Sir Horace Cutler    | Conservateur |
| 1981 - 1986 | Ken Livingstone      | Travailliste |